# Киселёв, Владимир Дмитриевич
Владимир Дмитриевич Киселёв (23 ноября 1942, станица Динская, Краснодарский край — 30 июля 2021) — российский и советский химик, профессор, главный научный сотрудник, заведующий лабораторией химии высоких давлений кафедры физической химии Химического института имени Бутлерова Казанского (Приволжского) федерального университета.

## Биография
Родился 23 ноября 1942 года на Кубани (станица Динская). После окончания школы № 20 поступил на химический факультет Казанского государственного университета, который окончил в 1965 году. После окончания университета работал лаборантом, старшим лаборантом, младшим научным сотрудником (1970—1975) научно-исследовательской лаборатории ИСОС КГУ, старшим научным сотрудником (1975—2011), заведующим отделом химии высоких давлений, зам. директора (1989—1991), директором Научно-исследовательского химического института имени Бутлерова КГУ (1991—2003).
В 1969 году защитил кандидатскую диссертацию «Комплексы с переносом заряда в реакции диенового синтеза» под руководством доцента Коновалова (Казань, КГУ). В 1986 году защитил докторскую диссертацию «Факторы, определяющие реакционную способность реагентов в обычной и катализируемой реакции Дильса — Альдера» (научный консультант — академик Коновалов). В 1976 году получил звание старшего научного сотрудника, в 1992 году — звание профессора по специальности органическая химия, в 2011—2021 годах — главный научный сотрудник.
Был женат, имел двух дочерей. Умер 30 июля 2021 года.

## Научная деятельность
Основные работы — в области химической кинетики, синтеза и изучения структуры реагентов и продуктов реакций циклоприсоединения, калориметрии, катализа при обычном и высоком гидростатическом давлении. В 1973—1974 годы прошёл стажировку на кафедре физической химии Пенсильванского университета. Автор около 300 научных публикаций.
Заслуженный деятель науки и техники Республики Татарстан. Награждён премией имени Зелинского Российской Академии Наук (совместно с академиком Коноваловым, 2008), премией «Хрустальная пирамида» в области науки в конкурсе научных работ Казани (совместно с академиком Коноваловым и Юрием Штырлиным, 1997).
Работы последних лет связаны с изучением причин объёмных изменений при активации прямых и ретро-реакций, изучением возможной доступности молекул растворителя при сольватации экранированных молекул, сжимаемости жидкости при повышенном давлении, возможности синтеза труднодоступных продуктов с применением катализа и высокого гидростатического давления.
Под его руководством выполнены 13 кандидатских диссертаций.

## Избранные публикации
- Experimental Proof That the Diels-Alder Reaction of Tetracyanoethylene with 9,10-Dimethylanthracene Passes through Formation of a Complexe between the Reactants / V.D. Kiselev, J.G. Miller // J. Am. Chem. Soc. 1975. V.97. P. 4036-4039 [1].
- Solution heats of lithium perchlorate and Reichardt dye in some solvents / V.D. Kiselev, E.A. Kashaeva, N.A. Luzanova, A.I. Konovalov // Thermochimica Acta. 1997. V. 303. P. 225—228 [2].
- Solvent effect on the heat of solution and partial molar volume of some non-electrolytes and lithium perchlorate / V.D. Kiselev, E.A. Kashaeva, G.G. Iskhakova, L.N. Potapova, A.I. Konovalov // J. Phys. Org. Chem. 2006. V. 19. Р. 179—186 [3].
- Реакция Дильса-Альдера. Реакционная способность диен-диенофильных систем. Влияние внутренних и внешних факторов. Премия имени Н.Д. Зелинского РАН / А.И Коновалов, В. Д. Киселёв // Вестник РАН 2008. Т. 78. № 10. С. 957.
- Compressibility of Liquids. Rule of Noncrossing V-P Curvatures / V.D. Kiselev, A.V. Bolotov, A. Satonin, I. Shakirova, H.A. Kashaeva, A.I. Konovalov // J. Phys. Chem. B. 2008. V. 112. P. 6674-6682 [4].
- General relationship for the compressibility of organic solvents / V.D. Kiselev // Mendeleev Communications. 2010. V. 20. P. 119—121 [5].
- Solvent Effect on the Enthalpy of Solution and Partial Molar Volume of the Ionic Liquid 1-Butyl-3-methylimidazolium Tetrafluoroborate / V.D. Kiselev, H.A. Kashaeva, I.I. Shakirova, L.N. Potapova, A.I. Konovalov // J. Sol. Chem. 2012. V. 41. P. 1375—1387 [6].
- Anomalies in the Change of Volumetric Parameters of the Diels-Alder Reaction in Solution / V.D.Kiselev, A.V. Bolotov, I.I. Shakirova, H.A. Kashaeva, L.N. Potapova, A.I. Konovalov // J. Sol. Chem. 2012. V. 41. P. 525—535 [7].
- High-Pressure Influence on the Rate of Diels-Alder Cycloaddition Reactions of Maleic Anhydride with Some Dienes / V.D. Kiselev // Int. J. Chem. Kinet. 2013. V. 45. P. 613—622 [8].
- Why can the Diels-Alder reaction of 9,10-diphenylanthracene with 4-phenyl-1,2,4-triazoline-3.5-dione pass by an abnormal way? / V.D. Kiselev, I. I. Shakirova, H.A. Kashaeva, L.N. Potapova, D.A. Kornilov, D.B. Krivolapov, A. I. Konovalov // Mendeleev Communications. 2013. V. 23. P. 235—236 [9].
- Internal and external factors influencing the Diels-Alder reaction / V.D. Kiselev, A.I. Konovalov // J. Phys. Org. Chem. 2009. V. 22. P. 466—483 [10].
- Homo-Diels-Alder reaction of very inactive diene, bicyclo[2,2,1]hepta-2,5-diene, with the most active dienophile, 4-phenyl-1,2,4-triazolin-3,5-dione. Solvent, temperature, and high pressure influence on the reaction rate / V.D. Kiselev, I.I. Shakirova, D.A. Kornilov, H.A. Kashaeva, L.N. Potapova, A.I. Konovalov // J. Phys. Org. Chem. 2013. V. 26. P. 47-53 [11].
- 4-Phenyl-1,2,4-triazoline-3,5-dione in the ene reactions with cyclohexene, 1-hexene and 2,3-dimethyl-2-butene. The heat of reaction and the influence of temperature and pressure on the reaction rate / V.D. Kiselev, D.A. Kornilov, H.A. Kashaeva, L.N. Potapova, A.I. Konovalov // J. Phys. Org. Chem. 2014. V. 27. P. 401—406 [12].
- Changes in Permittivity and Density of Molecular Liquids under High Pressure / V.D. Kiselev, D.A. Kornilov, A.I. Konovalov // J. Phys. Chem. B. 2014. V. 118. P. 3702-3709 [13].
- Особенности реакции Дильса-Альдера между 9,10-дифенилантраценом и 4-фенил-1,2,4-триазолин-3,5-дионом / В. Д. Киселёв, Д. А. Корнилов, Е. А. Кашаева, Л. Н. Потапова, Д. Б. Криволапов, И. А. Литвинов, А. И. Коновалов // Журн. Физ. Хим. 2014. Т. 88. С. 1914—1921 [Features of the Diels-Alder Reaction between 9,10-Diphenylanthracene and 4-Phenyl-1,2,4-triazoline-3,5-dione / V.D. Kiselev, D.A. Kornilov, E.A. Kashaeva, L.N. Potapova, D.B. Krivolapov, I.A. Litvinov, A.I. Konovalov // Russ. J. Phys. Chem. A. 2014. V. 88. P. 2073—2080] [14].
- Activation and reaction volumes and their correlations with the entropy and enthalpy parameters / D.A. Kornilov, V.D. Kiselev // J. Chem. Eng. Data. 2015. V. 60. P. 3571-3580 [15].
- Reactivity of 4-Phenyl-1,2,4-triazoline-3,5-dione and Diethylazocarboxylate in [4+2]-Cycloaddition and Ene Reactions: Solvent, Temperature, and High-Pressure Influence on the Reaction Rate / V.D. Kiselev, D.A. Kornilov, I.I. Lekomtseva, A.I. Konovalov // Int. J. Chem. Kinet. 2015. V. 47. P. 289—301 [16].
- New approach to determine the activation and reaction volumes of low polar molecular processes / D.A. Kornilov, V.D. Kiselev // International Journal of Chemical Kinetics. 2015. V. 47. P. 389—394 [17].
- Kinetics and thermochemistry of the unusual cycloaddition of quadricyclane with some dienophiles / V.D. Kiselev, D.A. Kornilov, O.V. Anikin, I.A. Sedov, A.I. Konovalov // J. Phys. Org. Chem. 2018. DOI: 10.1002/poc.3737 [18].
- Cyclic and Acyclic N═N Bonds in Reactions with Some Alkenes and Dienes / V.D. Kiselev, D.A. Kornilov, A.I. Konovalov // Int. J. Chem. Kinet. 2017. V. 49. P. 562—575 [19].
- Solvent Influence on the Diels-Alder Reaction Rates of 9-(Hydroxymethyl)anthracene and 9,10-Bis(hydroxymethyl)anthracene with Two Maleimides / V.D. Kiselev, D.A. Kornilov, I.A. Sedov, A.I. Konovalov // Int. J. Chem. Kinet. 2017. V. 49. P. 61-68 [20].

## Из библиографии
[1] https://pubs.acs.org/doi/10.1021/ja00847a028
[2] https://www.sciencedirect.com/science/article/pii/S0040603197002724
[3] http://onlinelibrary.wiley.com/doi/10.1002/poc.1012/abstract
[4] https://pubs.acs.org/doi/abs/10.1021/jp800513d
[5] https://www.sciencedirect.com/science/article/pii/S0959943610000556
[6] https://link.springer.com/article/10.1007/s10953-012-9881-9
[7] https://link.springer.com/article/10.1007/s10953-012-9808-5
[8] http://onlinelibrary.wiley.com/doi/10.1002/kin.20800/abstract
[9] https://www.sciencedirect.com/science/article/pii/S0959943613001119
[10] http://onlinelibrary.wiley.com/doi/10.1002/poc.1503/abstract
[11] http://onlinelibrary.wiley.com/doi/10.1002/poc.3054/abstract
[12] http://onlinelibrary.wiley.com/doi/10.1002/poc.3277/abstract
[13] https://pubs.acs.org/doi/abs/10.1021/jp501344t
[14] https://link.springer.com/article/10.1134%2FS0036024414120152
[15] https://pubs.acs.org/doi/abs/10.1021/acs.jced.5b00514
[16] http://onlinelibrary.wiley.com/doi/10.1002/kin.20908/abstract
[17] http://onlinelibrary.wiley.com/doi/10.1002/kin.20916/abstract
[18] http://onlinelibrary.wiley.com/doi/10.1002/poc.3737/abstract
[19] http://onlinelibrary.wiley.com/doi/10.1002/kin.21094/abstract
[20] http://onlinelibrary.wiley.com/doi/10.1002/kin.21057/abstract